# Thomas Raggi
Thomas Raggi (Roma, 18 de janeiro de 2001) é um guitarrista e compositor italiano. Fundou, em 2015, juntamente com a baixista Victoria De Angelis, a banda Måneskin, vencedora do Festival de Sanremo 2021 e, posteriormente, no mesmo ano, o Eurovisão da Canção 2021, representando a Itália, com a canção "Zitti e buoni".

## Início de vida e educação
Raggi nasceu em na cidade italiana de Roma, em 18 de janeiro de 2001. Desde tenra idade, demonstrou interesse pela música, tendo realizado aulas de guitarra clássica e, mais tarde, de guitarra elétrica. 
Durante a infância, o guitarrista escutava bandas como Led Zeppelin, The Who, e Black Sabbath, tendo citado, como algumas de suas influências, Iron Maiden, Ramones, The Clash e Metallica.
O guitarrista conheceu os outros membros durante a época de escola, prestando o ensino fundamental com a baixista Victoria De Angelis e, posteriormente, durante o ensino médio, com o vocalista do grupo, Damiano David.

## Carreira
Em 2015, os três decidiram fazer uma postagem no Facebook, anunciando que estavam à procura de um baterista, anúncio que foi respondido por Ethan Torchio, que se juntaria ao grupo no mesmo ano.
Algum tempo depois, em 2017, a recém-formada banda participaria da 11.ª temporada do X Factor Italia, no qual terminaram na segunda posição entre os participantes. Após conseguirem um contrato com a Sony Music, o grupo também lançaria o extended play Chosen, e, em setembro do ano seguinte, seu primeiro álbum de estúdio, Il ballo della vita.
Em 2021, o grupo conseguiu sucesso internacional após vencerem ambas as edições dos Festival de Sanremo e Eurovisão da Canção. No mesmo ano, a banda lançou o álbum de estúdio Teatro d'ira: Vol. I.

## Ativismo
Em 28 de junho de 2021, enquanto se apresentavam para a Polsat, canal de televisão polonês, Damiano David e Thomas Raggi se beijaram no final da apresentação da canção "I Wanna Be Your Slave", como uma forma de apoiar a comunidade LGBT. O beijo causou polêmica, pois, recentemente, a Polônia se mostrou favorável à diversas medidas e declarou apoio à organizações contrárias a comunidade. Entretanto, a atitude, que aconteceu durante o mês do orgulho LGBT, foi aplaudida pelos espectadores presentes no show. Posteriormente, o ocorrido foi divulgado no Instagram do Måneskin, que escreveu: "direitos iguais à comunidade LGBTQIA+" ao lado de um emoji de uma bandeira arco-íris.

## Vida pessoal
Existem poucas informações sobre a vida pessoal de Thomas Raggi. De acordo com algumas entrevistas, ele possuia uma piranha de estimação e só utiliza as redes sociais para divulgar sua música.